# قطعنامه ۱۱۱۷ شورای امنیت
قطعنامه  ۱۱۱۷ شورای امنیت سازمان ملل متحد که در تاریخ ۲۷ ژوئن ۱۹۹۷ تصویب شد، سندی بین‌المللی دربارهٔ بررسی وضعیت در قبرس است. این قطعنامه طی نشست ۳۷۹۴ام با ۱۵ رای موافق، ۰ مخالف و ۰ ممتنع تصویب شد.